# David Leadbetter

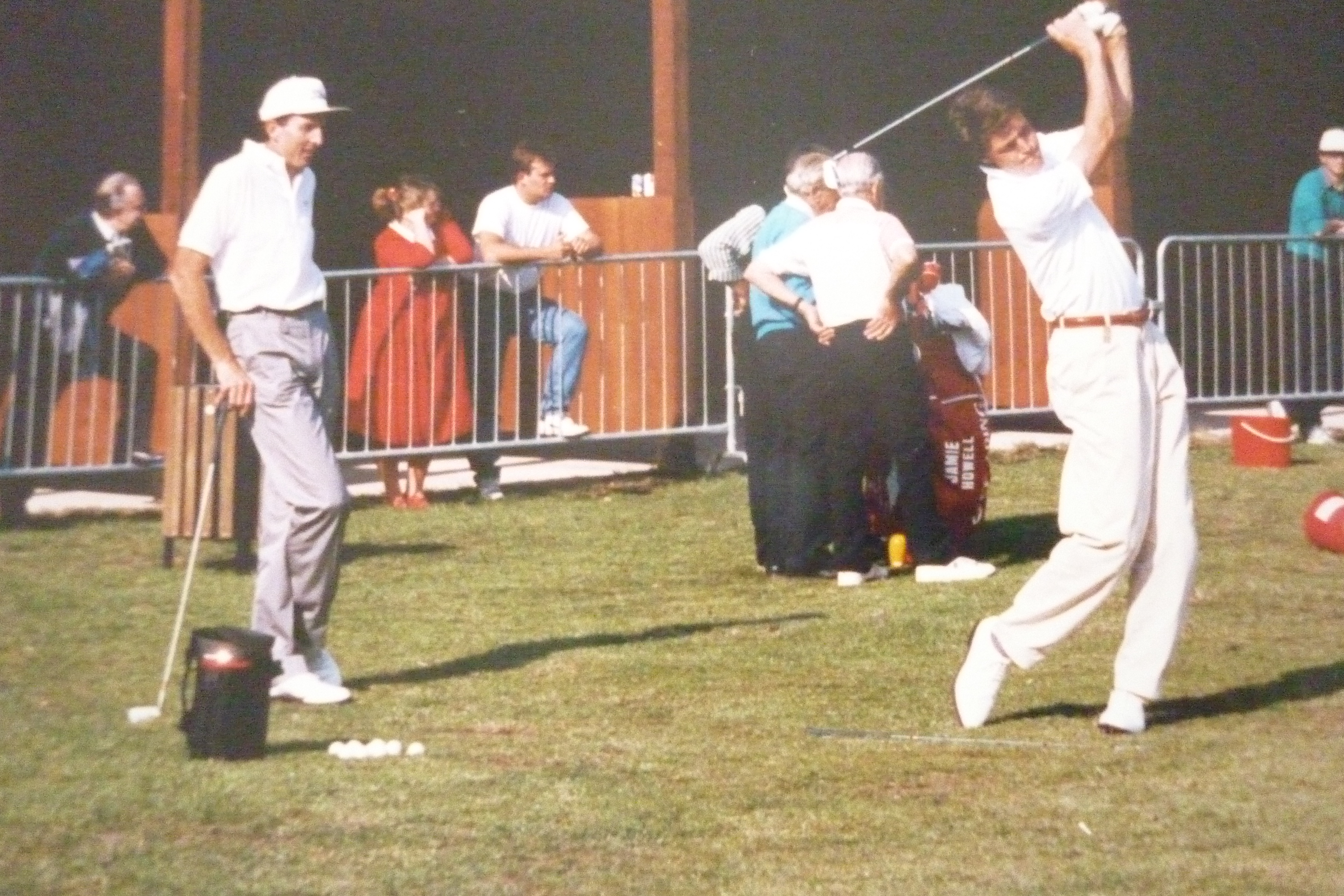
David Leadbetter (links) met Paolo Quirici in 1990

David Leadbetter (Worthing, 27 juni 1952) is een Engelse coach die veel professionele golfers begeleidt.
Leadbetter heeft zeven boeken geschreven. Hij heeft ook instructie-dvd's gemaakt. Verder verkoopt hij lesmateriaal, van simpele tot ingewikkelde hulpmiddelen.

## Loopbaan
Leadbetter begon zijn golfloopbaan als golfer op toernooien in Europa en Zuid-Afrika maar boekte daarbij weinig succes, waarna hij overstapte naar het golftrainerschap.
Hij richtte hierna een golfacademie in Florida op. Sindsdien geeft hij al langer dan dertig jaar les, onder andere aan top-spelers van de Europese- en Amerikaanse PGA Tour, zowel aan mannen als aan vrouwen.
Leadbetter werd in Europa vooral bekend toen hij in 1985 de coach werd van Nick Faldo die hem, vanaf 1990 meestal vergezeld van zijn caddie Fanny Sunesson, regelmatig bezocht. In 1987 won Faldo met zijn nieuwe swing het Brits Open.

## David Leadbetter Golf Academy
De David Leadbetter Golf Academy is tegenwoordig in meerdere landen gevestigd. In Europa zijn ze te vinden in Duitsland Engeland, Frankrijk (onder andere op de Kempferhof), Oostenrijk, Polen, Spanje en Turkije. Ook in China, Japan, Korea en Marrakech (Marokko) heeft hij academies.

## Leraren
Alle golfleraren die voor David Leadbetter gaan lesgeven krijgen van hem een jaar training; dit wordt gevolgd door een stage van een jaar bij een van de senior-leraren. David Whelan, voormalig speler op de Europese Tour, is directeur van de opleiding.De meeste leraren zijn aan een vaste locatie verbonden, maar sommigen reizen rond.

## Leerlingen
Spelers waarvan bekend is dat zij les hebben (gehad) bij David Leadbetter zijn onder anderen:
| Mannen - Byeong-Hun An (AM) - Ernie Els - Richard Gillot - Charles Howell III - Ben Leong - Sandy Lyle - Sean O'Hair - Ian Poulter - Nick Price | - Paolo Quirici - Matthew Richardson - Ty Tyron - Justin Rose - Heinz Peter Thuel - Chris van der Velde - Lee Westwood - Casey Wittenberg - Nick Faldo | Vrouwen - Carly Booth - Rachel Connor - Paula Creamer - Florence Descampe - Virada Nirapathpongporn - Aree Song Wongluekiet - Naree Song Wongluekiet - Michelle Wie |